# Johanngeorgenstadt
Johanngeorgenstadt ist eine Bergstadt im sächsischen Erzgebirgskreis. Sie liegt im Westerzgebirge unmittelbar an der Grenze zu Tschechien.
Die Stadt entstand 1654 als Exulantensiedlung böhmischer Protestanten und hat eine lange Bergbautradition, die mit dem Abbau von Eisen und Zinn begann. Bereits in der Bronzezeit wurde in der Nähe des heutigen Ortes bei der Sauschwemme nach Zinn geseift. Martin Heinrich Klaproth erhielt von hier Proben von Pechblende, in denen er 1789 erstmals das Element Uran isolieren konnte.
Nach dem Zweiten Weltkrieg wurde zwischen 1946 und 1958 durch die Wismut AG ein intensiver und teilweise rücksichtsloser Bergbau betrieben, der das Stadtbild nachhaltig prägte. So zogen Bergschäden den angeordneten Abriss fast der gesamten Altstadt nach sich.
Der Ort trägt aus touristischen Gesichtspunkten die Bezeichnung „Stadt des Schwibbogens“.

## Geografie

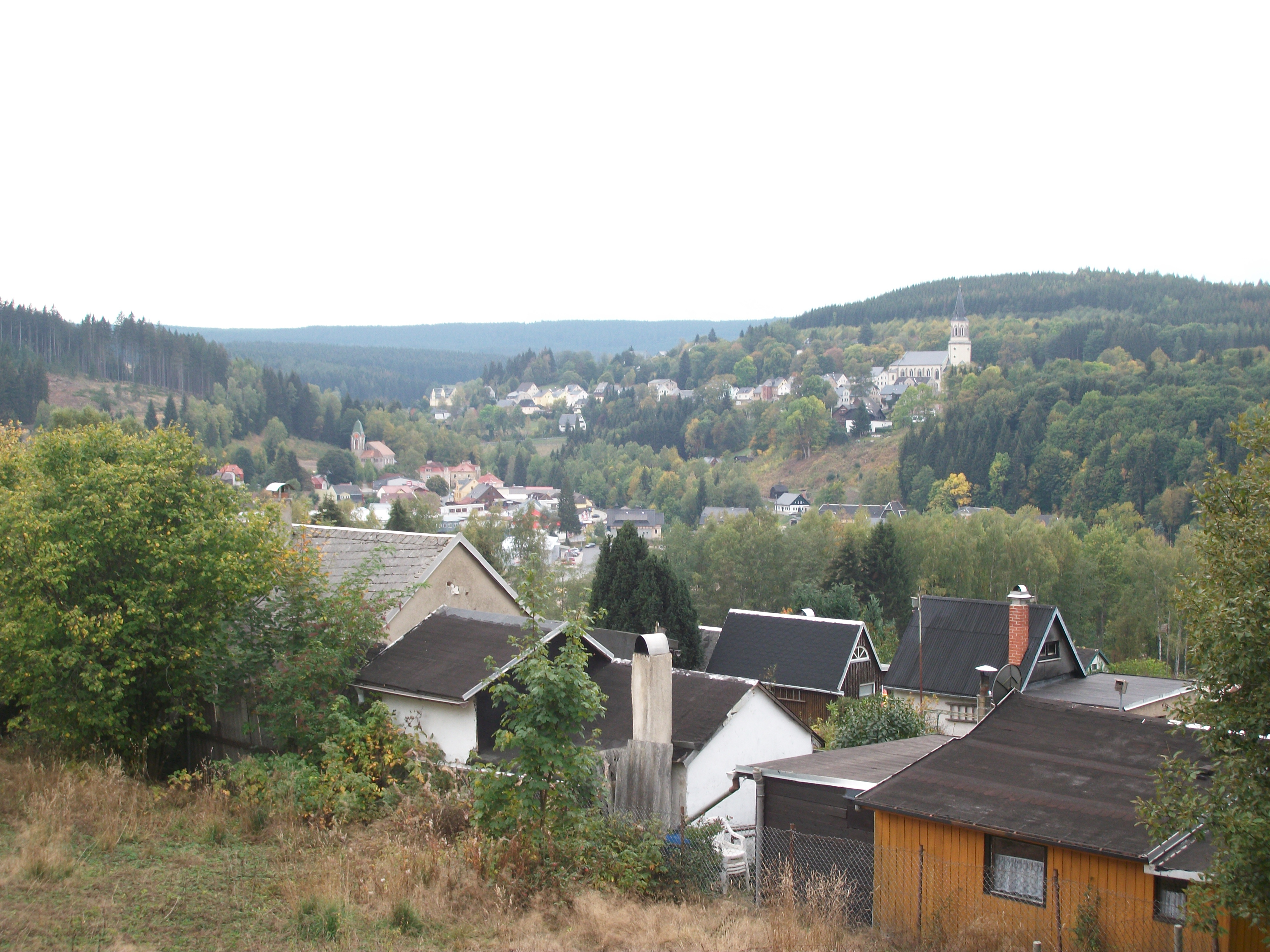
Blick von Pachthaus zum böhmischen Potůčky (Breitenbach, links) und zur Altstadt der sächsischen Stadt Johanngeorgenstadt (rechts)

### Geografische Lage
Die Stadt erstreckt sich vorwiegend auf dem östlichen Hang des fast 900 m hohen Fastenberges an der Einmündung des teilweise die Grenze zur Tschechischen Republik bildenden Breitenbaches in das Schwarzwasser. Die nächsten höheren Berge in der Umgebung der Stadt sind der 1019 m hohe Auersberg, der 1043 m hohe Blatenský vrch (Plattenberg) und der 913 m hohe Rabenberg.

### Nachbargemeinden
| Stadt Eibenstock im Erzgebirgskreis |                                             | Gemeinde Breitenbrunn im Erzgebirgskreis |
|                                     | Kompassrose, die auf Nachbargemeinden zeigt |                                          |
|                                     | Gemeinde Breitenbach im Bezirk Karlsbad     |                                          |

### Stadtgliederung
Johanngeorgenstadt besteht aus den Ortsteilen Altstadt (volkstümlich genannt Sockendorf), Mittelstadt, Neustadt, Schwefelwerk, Jugel (Ober- und Unterjugel), Henneberg, Wittigsthal, Pachthaus, Heimberg, Külliggut, Steigerdorf (mit Haberlandmühle), Steinbach und Sauschwemme. Der frühere Ortsteil Neuoberhaus ist heute eine wiederaufgeforstete Wüstung.

### Klima
Aufgrund der Höhenlage (die Passhöhe der Straße zur Neustadt beträgt 892 m NN) dehnt sich der Winter mit seiner langanhaltenden Schneedecke oft ein halbes Jahr aus, sodass Johanngeorgenstadt zu den schneesicheren Gebieten Sachsens zählt. Windstärken von vier bis sieben sind das ganze Jahr über keine Seltenheit, was dazu führte, dass sich der Ort im ausgehenden 19. Jahrhundert zu einer Sommerfrische entwickelte. Da die dortige Gegend im 18. Jahrhundert in einigen Publikationen als Sächsisches Sibirien bezeichnet wurde, lautet einer der Spitznamen der Stadt Johannsibirsk.

## Geschichte

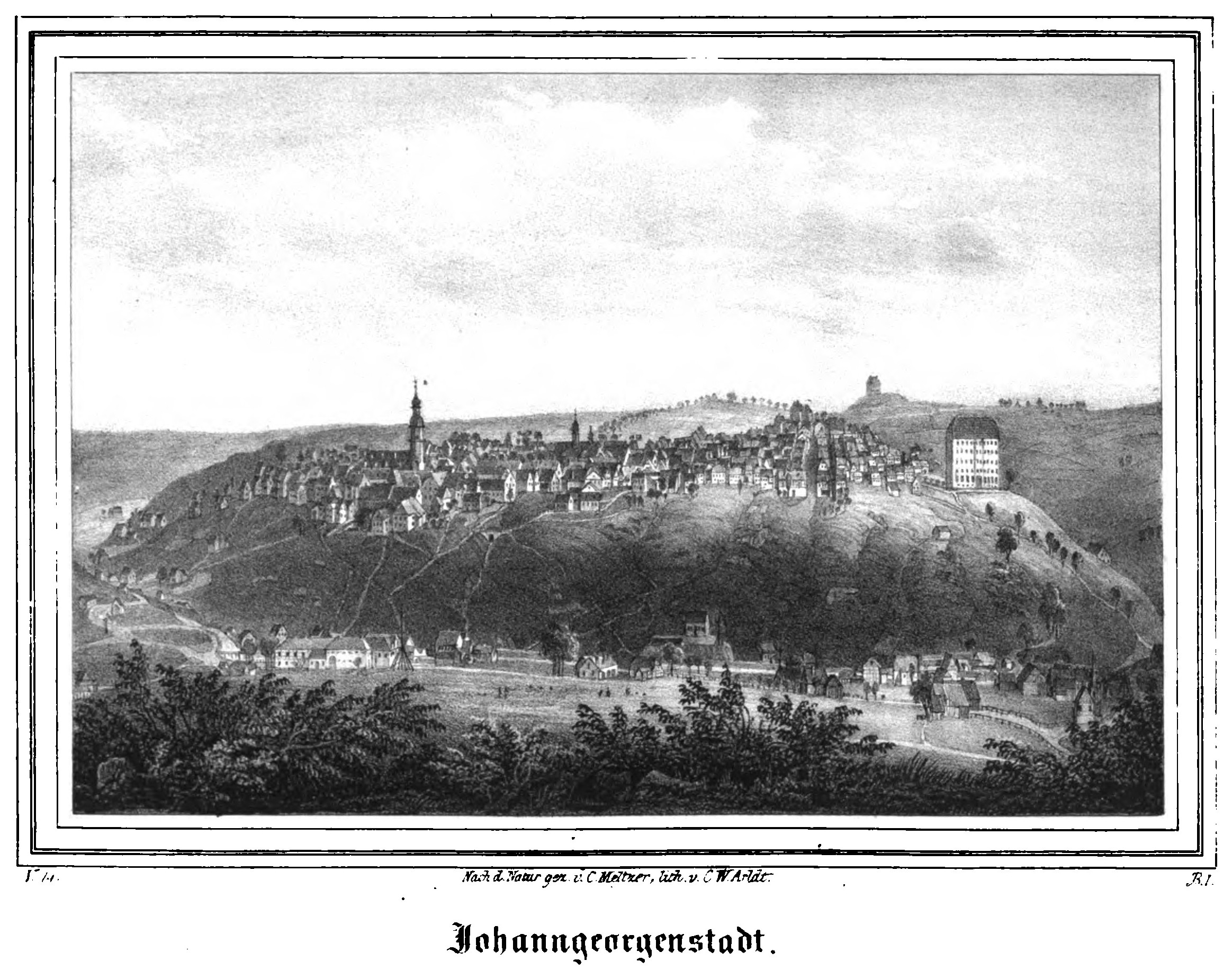
Johanngeorgenstadt auf einer Lithographie (1841), rechts das Bergmagazin (erbaut 1806–1812)

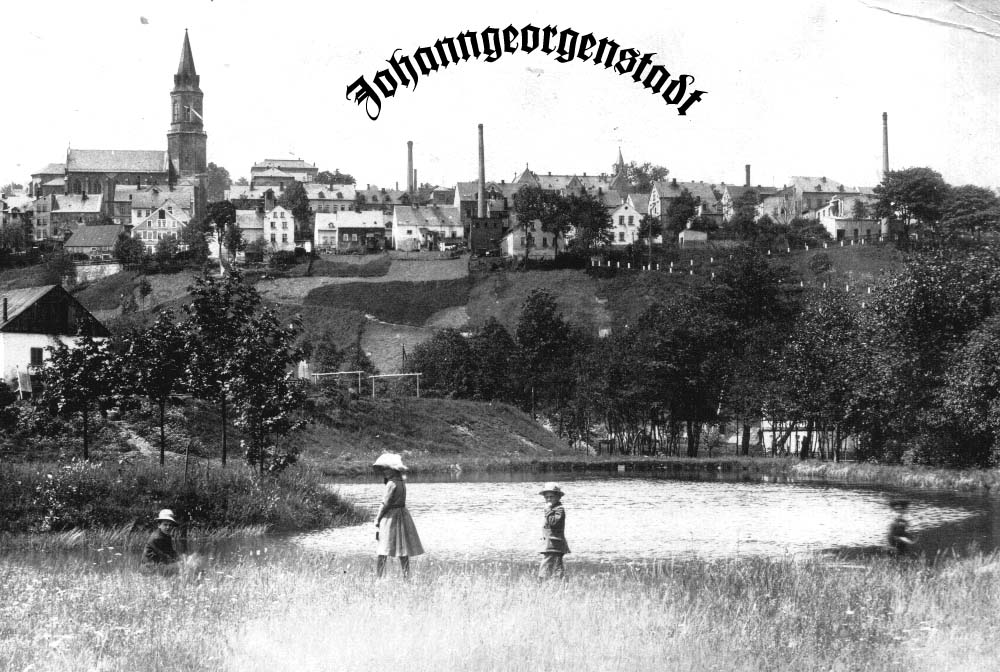
Idyll am Haldenteich mit Blick auf die Stadt (vor 1917)

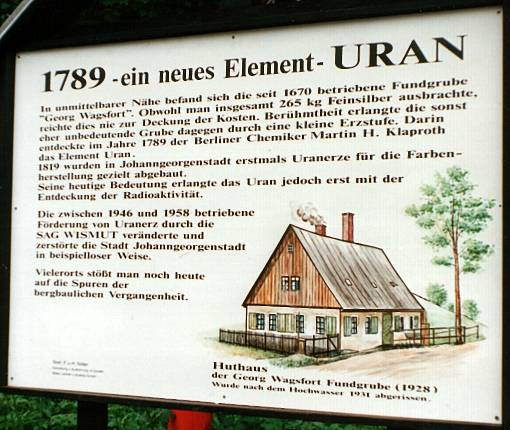
Gedenktafel zur Entdeckung des Elementes Uran nahe der ehemaligen Georg-Wagsfort-Fundgrube (1789)

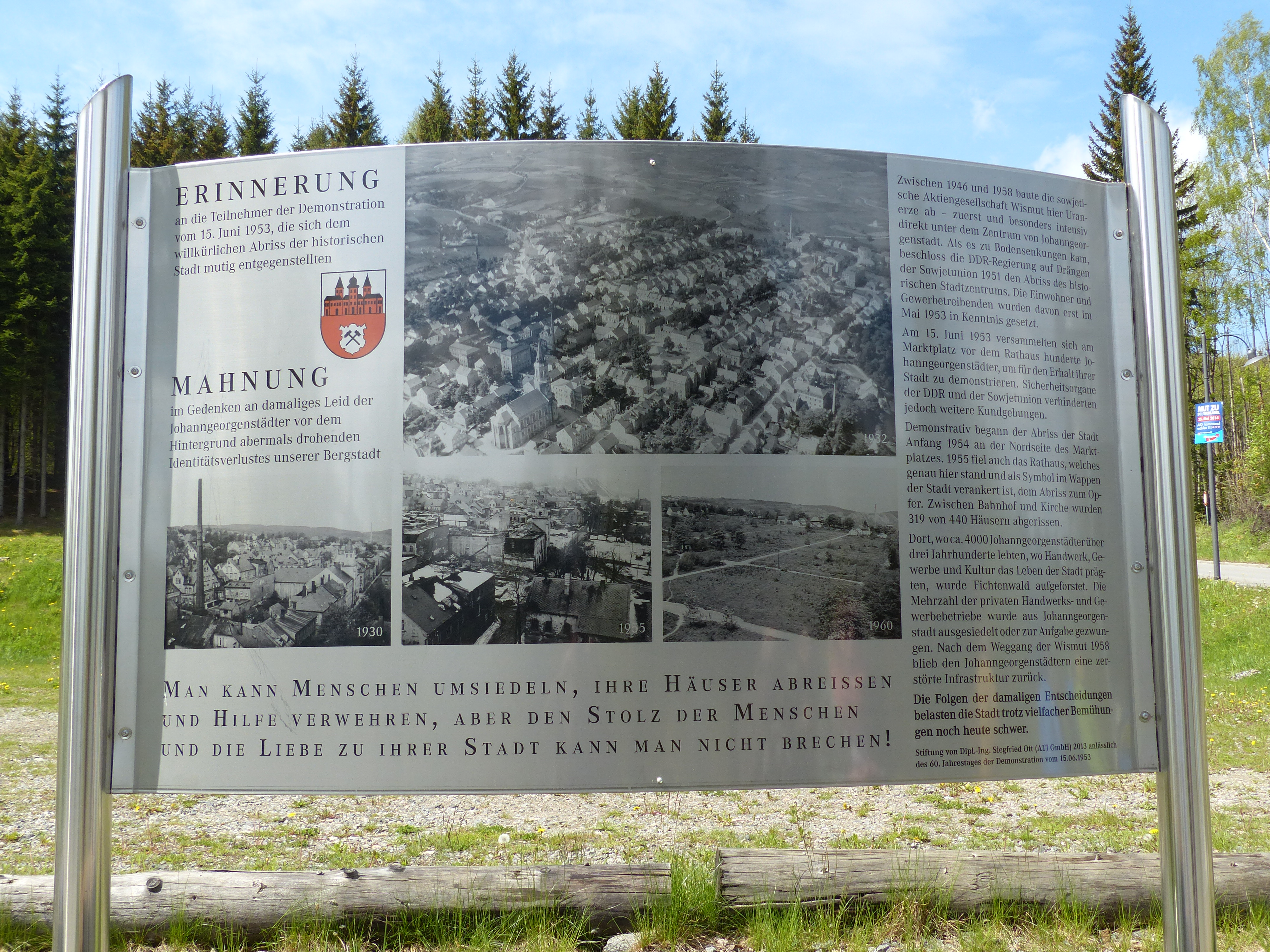
Gedenktafel an den Abriss der Altstadt

Am 23. Februarjul. / 5. März 1654greg. wurde in Annaburg von Kurfürst Johann Georg I. von Sachsen die Gründung von Johanngeorgenstadt durch aus der Bergstadt Platten und Umgebung vertriebene böhmische Exulanten am Fastenberg unmittelbar an der sächsischen Grenze im Amt Schwarzenberg genehmigt. Er bestimmte, dass die neue Stadt seinen Namen tragen sollte. Die Grundsteinlegung erfolgte am 1. Maijul. / 11. Mai 1654greg.. Nach dem Ablauf der 1656 gewährten zwei Freijahre überließ der Kurfürst von Sachsen der Stadt wegen der herrschenden Armut die staatlichen Akzise-, Schock- und Tranksteuern bis zum Beginn des 18. Jahrhunderts. Hiermit wurde Johanngeorgenstadt „freye Bergstadt“. 1662 wurde auf Initiative von Abraham Wenzel Löbel das Bergamt Johanngeorgenstadt eingerichtet. 1680 sind in der Stadt und deren Umgebung etwa 100 Erzgruben gezählt worden. Der Bergbau wurde von Zinn auch auf Silber ausgedehnt. Er erreichte 1716 seinen Höhepunkt und ging im Laufe des 18. Jahrhunderts zurück.
Im Jahr 1770 war Johanngeorgenstadt von einem Erdbeben betroffen, über das sogar in einer Zeitung in Augsburg berichtet wurde:

„Von Leipzig wird gemeldet, daß zu Bockau, Schneeberg, Johann Georgenstadt, Eybenstock und in der ganzen gebürgischen Gegend ein Erdbeben, jedoch sonder Schaden, verspüret worden.“

Die große Hungersnot im Erzgebirge 1771/72 forderte in der Stadt etwa 650 Todesopfer. Noch um 1800 war Johanngeorgenstadt durch den Brauch des Osterpeitschens bekannt, den die Exulanten 1654 aus Böhmen mit nach Sachsen gebracht hatten.
Bereits 1651 wurde im heutigen Stadtteil Wittigsthal ein Hammerwerk in Betrieb genommen und 1828 durch den dortigen Hammerherrn Carl Gotthilf Nestler (1789–1864) das erste funktionstüchtige Eisenblechwalzwerk Sachsens in der Haberlandmühle errichtet. Im 19. Jahrhundert begann unter anderem die Produktion von Bandspitze und ab 1860 von Lederhandschuhen. Am 19. August 1867 vernichtete ein verheerender Großbrand 287 der 355 Häuser des Stadtgebietes. Es kamen dabei sieben Erwachsene und fünf Kinder ums Leben.
Die erste Großsprungschanze Deutschlands entstand 1929 in der Nähe von Johanngeorgenstadt. Sie trug den Namen Hans-Heinz-Schanze. Im Zweiten Weltkrieg diente das 1901 von Oskar Puschmann als „Henriettenhof“ erbaute Hotel „Deutsches Haus“ gegenüber dem Bahnhof als Lazarett. Das Hotel des vormaligen Besitzers Arthur Krautmann gehörte damals bereits als Büro-Gebäude zu der Blechwarenfabrik „Wendler & Weiß“ des Fabrikanten Herman Wendler. Ferner befand sich in der Stadt ein Außenlager des KZ Flossenbürg, in dem 1.200 KZ-Häftlinge im Werk IV, ehemals Box Möbelfabrik Heinz, der Erla Maschinenwerk GmbH (Leipzig) Teile für Jagdflugzeuge herstellen mussten. Wöchentlich starben 20 bis 30 von ihnen an den Folgen der schlechten Lebensbedingungen. Das Außenlager wurde am 13. April 1945 geräumt und die Häftlinge auf einen Todesmarsch in Richtung KZ Theresienstadt getrieben. Zwischen Mai und August 1945 diente das ehemalige Lager wieder als Gefängnis.
Nach dem Ende des Zweiten Weltkrieges wurden die bekannten Uranvorkommen in Schneeberg und Johanngeorgenstadt Ausgangspunkt für die sowjetischen Erkundungsarbeiten auf Uran in Sachsen für das sowjetische Kernwaffenprogramm.
Im Jahr 1946 übernahm die AG Wismut (ab Dezember 1953 SDAG Wismut) die Johanngeorgenstädter Gruben von der Sachsenerz Bergwerks AG. Mit der Gründung des Objektes 01 begann der Uranabbau in der Lagerstätte in rasanter Geschwindigkeit. Neben den direkten Auswirkungen des Bergbaues auf den Ort gab es auch Probleme für die Wirtschaft im Ort. So belegte die AG Wismut einen Großteil der Werkhallen des Eisenwerkes Wittigsthal, sowie das Fabrikgebäude der Firma Wendler & Weiß.
Im Spätsommer 1948 wurde die Mühlbergsiedlung als Quartier für etwa 8000 Wismut-Kumpel angelegt. Ein Teil der Baracken stammte aus dem Kriegsgefangenenlager Stalag IV B, von 1945 bis 1948 sowjetisches Speziallager Mühlberg an der Elbe.
Analog zu der Umsiedlungsaktion in Oberschlema drängte die Wismut AG auch in Johanngeorgenstadt ab dem Jahr 1951 auf eine Umsiedlung der Bewohner der Altstadt und den Abriss der dortigen Gebäude. Zu diesem Zeitpunkt waren die Auswirkungen des Bergbaus auf die Johanngeorgenstädter Altstadt nicht absehbar. Im Dezember 1951 wurde eine Räumungszone mit einer Fläche von rund 90 ha festgelegt. Betroffen waren insgesamt 431 Häuser mit etwa 5600 Einwohnern, fünf größere Betriebe, 199 kleinere Gewerbebetriebe, 26 Kleinbauern und fast alle öffentlichen Einrichtungen der Stadt. Ende 1952 wurde die Räumungszone durch die Verantwortlichen nochmals präzisiert, wodurch nur noch 412 Häuser betroffen waren.
Zur Frage der Umsiedlung der Einwohner wurde eine Expertenkommission gegründet, die bis zum 15. September 1952 ihr Gutachten vorzulegen hatte. Diese Kommission unter Vorsitz von N. D. Iwanow schloss ihre Tätigkeit im Juli 1952 ab und kam unter anderem zu der Schlussfolgerung, dass es nicht notwendig sei, Einwohner der Stadt sowie gesellschaftliche und soziale Einrichtungen umzusiedeln. In einem Brief der Hauptverwaltung der Wismut von Gen. W. A. Sergejew heißt es im Oktober 1952, dass die Notwendigkeit der Umsiedlung der Einwohner entfällt. Weiterhin bittet er um Auskunft, ob diese Frage von der Regierung der DDR überprüft wurde und welche endgültigen Entscheidungen über den Abbruch der Stadt gefallen seien.
Da es in der näheren Umgebung von Johanngeorgenstadt keine Möglichkeit zur Unterbringung der Umsiedler gab, wurde der Beschluss zum Aufbau der Neustadt gefasst. Baubeginn für dieses Projekt war am 20. Februar 1952. Die ersten Wohnungen in der Neustadt konnten am 20. Juli 1953 bezogen werden. Mit der Fertigstellung der ersten Wohnblocks in der Neustadt wurde die Räumung der Altstadt beschleunigt. Geräumt werden sollten nunmehr 440 Häuser, da die Grenzen des zu räumenden Gebietes wieder geändert wurden. Bis zum Jahresende 1956 waren etwa 3480 Einwohner umgesiedelt worden. Durch Verkleinerung des Räumungsgebietes, aber auch wegen des Widerstandes betroffener Einwohner, wurden bis zum Abschluss der Aktion im Jahr 1957 nur 319 Häuser geräumt und etwa 4000 Einwohner umgesiedelt. Nach dem Abriss der Häuser wurden ab 1960 entlang der Straßen Alleebäume gepflanzt, während auf den Brachflächen der 2013 in großem Umfang gefällte Wald aufgeforstet wurde.
Von 1952 bis 1957 bildete Johanngeorgenstadt einen eigenen Stadtkreis, war anschließend Teil des Kreises Schwarzenberg und später des Landkreises Aue-Schwarzenberg – heute Erzgebirgskreis.
Zu DDR-Zeiten gab es über 40 Ferienheime und Betriebsferienlager in der Stadt. So unterhielt bspw. die Deutsche Reichsbahn mit dem Ingenieurbaubetrieb Dresden das Ferienheim „Helmut Gansauge“ in der Pachthausstraße 21. Johanngeorgenstadt  war bis 2018 staatlich anerkannter Erholungsort.
Die ab 1990 einsetzende Schließung zahlreicher Betriebe der Handschuh-, Textil- und Möbelindustrie sowie des Maschinenbaues sorgte für einen enormen Rückgang der Bevölkerungszahl weit unter das Vorkriegsniveau. Dies wiederum hatte den Abriss zahlreicher leerstehender Fabrik- und Wohngebäude (vor allem in Neuoberhaus, Pachthaus, Mühlberg und der Mittelstadt, teils frühere Baracken der Wismut-Kumpel) zur Folge. Von den Abbruchmaßnahmen war 2005 auch eines der wenigen Kulturdenkmale der Stadt betroffen: Das zwischen 1806 und 1812 errichtete und vom großen Stadtbrand 1867 verschont gebliebene Gebäude des Bergmagazins wurde mit Genehmigung des Stadtrats abgerissen.
Aufgrund der Haushaltslage (9,7 Millionen Euro Schulden, jährliches Defizit von 600 000 Euro (Stand August 2011)) wird seit 2011 seitens des Sächsischen Innen- und Finanzministeriums Druck auf Johanngeorgenstadt ausgeübt, seine Eigenständigkeit aufzugeben, um so die Finanzprobleme in den Griff zu bekommen. Neben einer Eingemeindung in die Nachbargemeinde Breitenbrunn wurde seitens Johanngeorgenstadt auch eine Fusion aller Gemeinden am Auersberg ins Spiel gebracht, was aber angesichts der entstehenden weiten Wege kaum praktikabel wäre. Verhandelt wird mit der Nachbargemeinde Breitenbrunn, ob eine Eingemeindung oder Fusion realisierbar wäre. Im Moment gibt es allerdings keine Bestrebungen zu einer Fusion. Einige Finanzspritzen des Landes haben die finanzielle Lage der Stadt zunächst stabilisiert, auch wenn sie immer kritisch ist.

### Eingemeindungen
- 1935: Jugel und Wittigsthal
- 1952: Steinbach

### Entwicklung der Bevölkerungszahlen

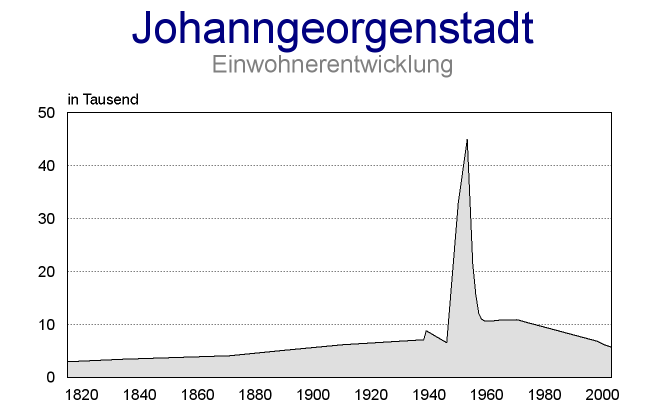
Einwohnerentwicklung

Entwicklung der Einwohnerzahl (ab 1955 31. Dezember):
| 1815 bis 1946 - 1815: 2.979 - 1834: 3.433 - 1871: 4.083 - 1890: 5.124 - 1910: 6.188 - 1938: 7.111 - 1939: 8.861 - 1946: 6.559 1 | 1950 bis 1976 - 1950: 32.870 2 - 1953: etwa 45.000 - 1955: 21.480 - 1957: 12.106 - 1959: 10.763 - 1961: 10.661 - 1964: 10.849 - 1971: 10.797 - 1974: 10.328 - 1976: 10.025 | 1998 bis 2007 - 1998: 6.834 - 1999: 6.609 - 2000: 6.306 - 2001: 6.100 - 2002: 5.928 - 2003: 5.748 - 2004: 5.566 - 2005: 5.408 - 2006: 5.199 - 2007: 5.091 | 2008 bis 2017 - 2008: 4.924 - 2009: 4.779 - 2010: 4.681 - 2011: 4.566 - 2012: 4.358 - 2013: 4.257 - 2014: 4.206 - 2015: 4.135 - 2016: 4.115 - 2017: 3.991 | ab 2018 - 2018: 3.973 - 2019: 3.897 - 2020: 3.879 - 2021: 3.758 - 2022: 3.783 - 2023: 3.749 |

 Datenquelle von 1946 bis 1976 (außer 1953): Statistische Jahrbücher der Deutschen Demokratischen Republik
 Datenquelle ab 1998: Statistisches Landesamt des Freistaates Sachsen
Von den 3783 Einwohnern am 31. Dezember 2022 waren 1829 Einwohner männlich und 1954 weiblich.

## Gedenkstätten
Der zentral in der Mittelstadt an der Eibenstocker Straße in den 1970er Jahren angelegte Ehrenhain für die Opfer des Faschismus wurde unmittelbar nach 1990 beseitigt. Erhalten geblieben sind:
- Gedenktafel aus dem Jahre 1965 an der Ruine der früheren Möbelfabrik A.-Unger-Straße an die Opfer von Zwangsarbeit des Außenlagers von KZ Flossenbürg
- Massengrab und Gedenkanlage von 1950 auf dem Friedhof für ermordete sowjetische Kriegsgefangene und KZ-Häftlinge, sowie Gedenkstein von 1966 für vier namentlich genannte französische Zwangsarbeiter.
- Gedenkstein im Hof des früheren Pestalozzi-Gymnasiums an der Schwarzenberger Straße für den NS-Gegner Hans Friedrich, im März 1933 von SA-Männern ermordet.

Weitere Gedenkorte:
- Auf dem Marktplatz wurde 1993 ein Gedenkstein für die Opfer des Stalinismus mit den Namen der Verstorbenen eingeweiht.[5]
- Gedenktafel Mühlbergsiedlung: 2005 wurde Am Pferdegöpel 1 eine Gedenktafel für die inzwischen abgebrochene Mühlbergsiedlung errichtet, deren Baracken aus dem Kriegsgefangenenlager Stalag IVB, von 1945 bis 1948 sowjetisches Speziallager Mühlberg, stammten. Die Tafel erinnert an die Toten der Lager und auch an die dort inhaftierten Johanngeorgenstädter.[5]
- Liste der Stolpersteine in Johanngeorgenstadt

## Politik

### Stadtrat
- SPD: 3
- WGJ: 4
- CDU: 3
- AfD: 4

Seit der Stadtratswahl am 9. Juni 2024 verteilen sich die 14 Sitze des Stadtrates folgendermaßen auf die einzelnen Gruppierungen:
- AfD: 4 Sitze
- Wählervereinigung Wirtschaft und Gewerbe Johanngeorgenstadt (WGV): 4 Sitze
- CDU: 3 Sitze
- SPD: 3 Sitze

| Liste                                                        | 2024   | 2024   | 2019   | 2019   | 2014   | 2014   |
| Liste                                                        | Sitze  | in %   | Sitze  | in %   | Sitze  | in %   |
| ------------------------------------------------------------ | ------ | ------ | ------ | ------ | ------ | ------ |
| AfD                                                          | 4      | 26,9   | –      | –      | –      | –      |
| Wählergemeinschaft Wirtschaft und Gewerbe Johanngeorgenstadt | 4      | 25,3   | 4      | 27,5   | 2      | 15,2   |
| CDU                                                          | 3      | 23,3   | 3      | 23,7   | 4      | 31,4   |
| SPD                                                          | 3      | 21,6   | 5      | 33,0   | 5      | 32,4   |
| Linke                                                        | –      | 2,9    | 2      | 12,7   | 3      | 19,0   |
| Grüne                                                        | –      | –      | –      | 3,1    | –      | 1,9    |
| Wahlbeteiligung                                              | 63,9 % | 63,9 % | 56,9 % | 56,9 % | 47,9 % | 47,9 % |

### Bürgermeister
Bürgermeister ist seit 2022 André Oswald.
| Wahl | Bürgermeister   | Vorschlag | Wahlergebnis (in %) |
| ---- | --------------- | --------- | ------------------- |
| 2022 | André Oswald    | Oswald    | 79,1                |
| 2015 | Holger Hascheck | SPD       | 98,6                |
| 2008 | Holger Hascheck | SPD       | 82,7                |
| 2001 | Holger Hascheck | SPD       | 54,8                |
| 1994 | Wolfgang Kraus  | FWG J     | 41,2                |

### Wappen
Das Stadtwappen stammt aus der Gründungszeit der Stadt.
Blasonierung: „Geteilt von Silber über Rot; oben drei rote Gebäude mit Türmen, unten ein kleiner Silberschild, darin schwarze Schlägel und Eisen.“

### Städtepartnerschaften
- Burglengenfeld in Bayern, Deutschland
- Nejdek (Neudek) in Tschechien

## Kultur und Sehenswürdigkeiten
- siehe auch: Liste der Kulturdenkmale in Johanngeorgenstadt

### Museen

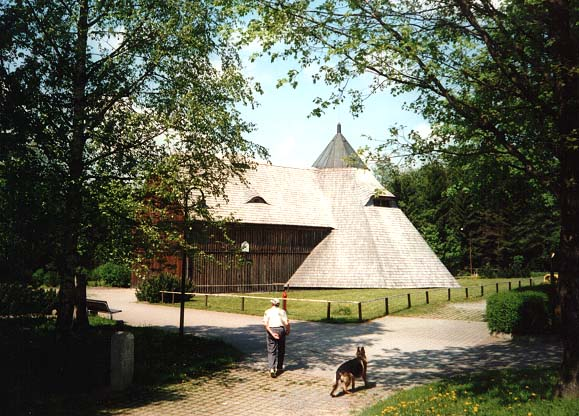
Pferdegöpel

An einem Abzweig der Schwefelwerkstraße liegt in der Mittelstadt der am 30. Oktober 1993 eingeweihte Nachbau des Pferdegöpels der Fundgrube Neu Leipziger Glück und eines Huthauses mit Besichtigungsmöglichkeit. In der Nähe des Pferdegöpels befindet sich ein Lapidarium historischer Grenz- und Marksteine. An der Schwefelwerkstraße in der Mittelstadt befand sich bis 2015 eine Heimat-Stube. Im 1898/99 errichteten und nach einem Großbrand am 7. August 1993 umgebauten Bahnhofsgebäude und im früheren Pestalozzi-Gymnasium finden gelegentlich Ausstellungen statt. Das Lehr- und Schaubergwerk „Frisch Glück“ (Glöckl) befindet sich im Stadtteil Wittigsthal.

### Musik
- Johanngeorgenstadt ist der Herkunftsort der erzgebirgischen Volksmusikgruppe „De Randfichten“, deren Mitglieder heute nicht mehr in der Stadt leben.
- Bergkapelle Johanngeorgenstadt unter Leitung von Theodor Hennig
- Posaunenchor  Johanngeorgenstadt / Breitenbrunn
- Musikschule
- eine vom Lehrer a. D. Eberhard Müller geleitete Gesangsgruppe, die oft mit dem Kirchenchor Johanngeorgenstadt / Breitenbrunn auftritt.
- Vicente Patíz * Gitarrist
- Final Horizon, Rockband
- Headline, Band, Partyband

### Bauwerke

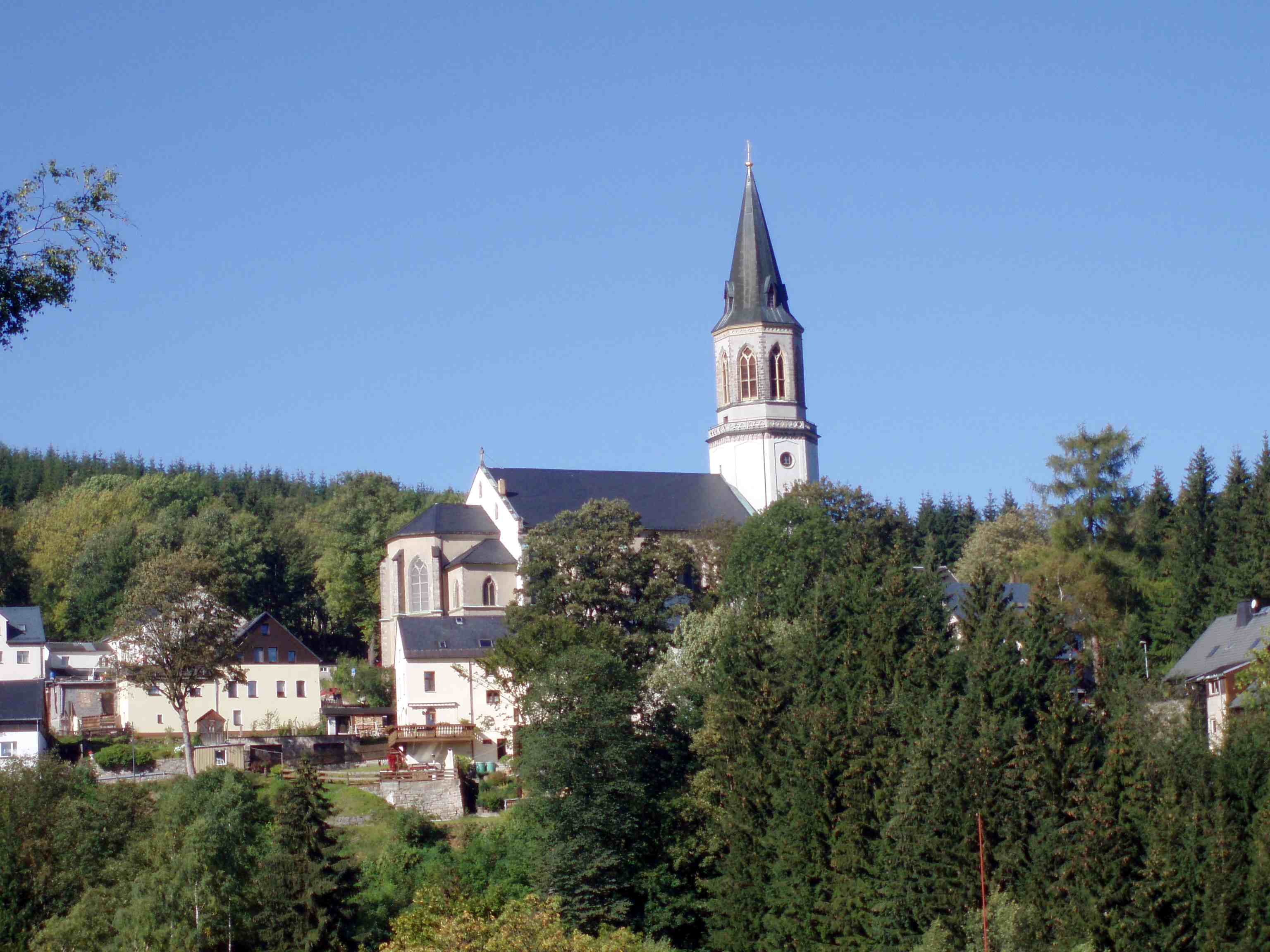
Blick auf die Kirche

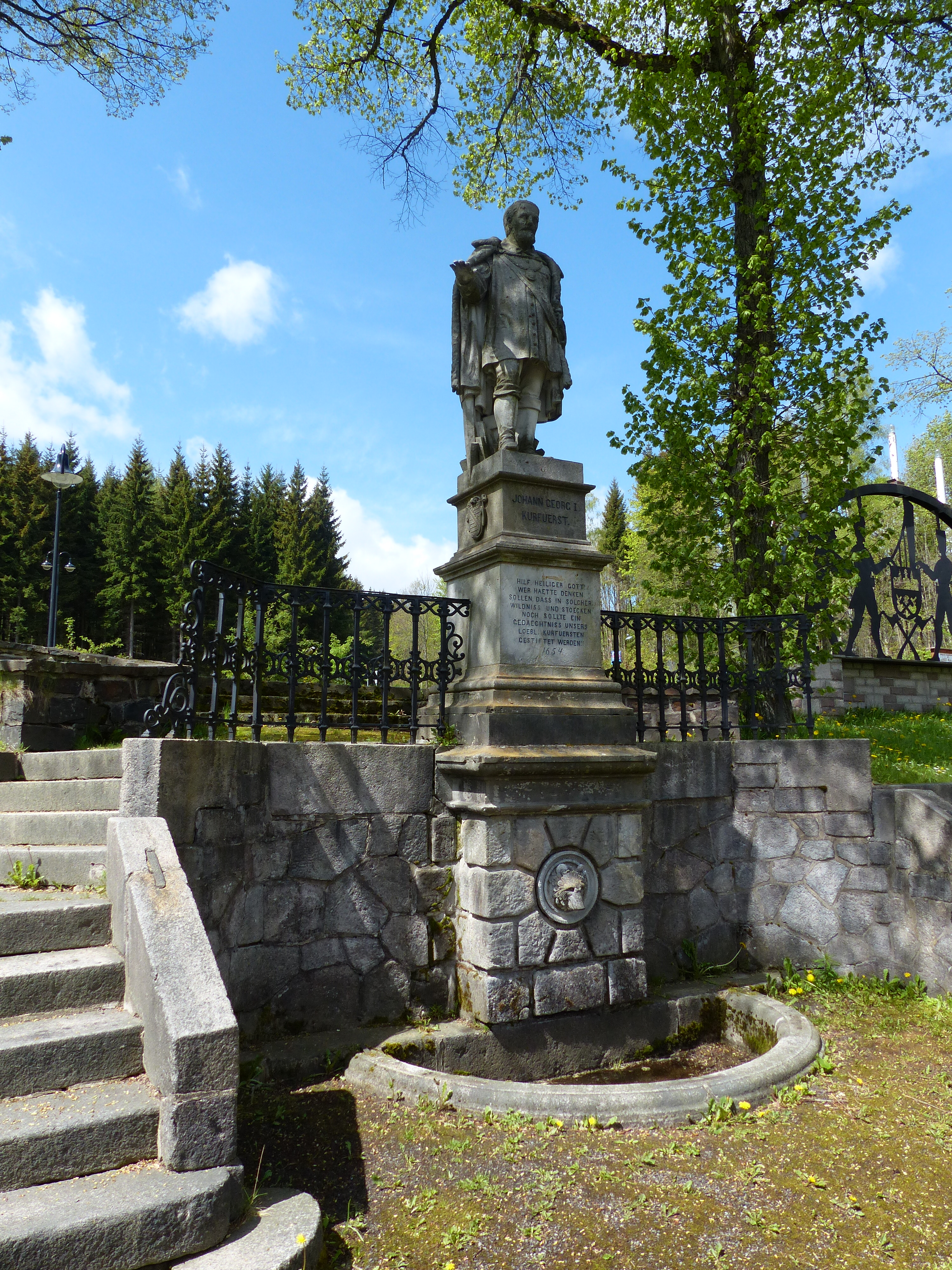
Denkmal für den Stadtgründer Johann Georg I. von Sachsen auf dem Marktplatz

Die evangelisch-lutherische Stadtkirche wurde nach dem Stadtbrand, durch den die erste Exulantenkirche aus dem 17. Jahrhundert zerstört worden war, im neugotischen Stil unter Benutzung des alten Turmmauerwerkes errichtet und am 27. August 1872 geweiht. Im Inneren befinden sich unter anderem die Monumentalgemälde „Hausandacht“ (auch „Betender Bergmann“ und „Bergmannsglaube“ genannt) und „Exulantenschicksal“ des Kunstmalers August Herrmann (1885–1962).
Auf dem Marktplatz steht das Standbild des Stadtgründers Kurfürst Johann Georg I. von Sachsen (1585–1656). Es wurde 1863 vom Bildhauer Wilhelm Schwenk aus Dresden aus Postelwitzer Sandstein geschaffen und 1984 erneuert. Davor befindet sich eine Freitreppe aus Granit und ein wasserspeiender Bärenkopf als Hinweis auf die kurfürstlichen Jagden in der Umgebung der Stadt.
Ebenfalls auf dem Marktplatz befinden sich der Schillerbrunnen, der zur Feier des 100. Geburtstages von Friedrich von Schiller 1859 erbaut und eingeweiht wurde, und seit 2014 wieder der restaurierte königlich-sächsische Stationsstein aus der Postkutschenzeit um 1860.
Weitere Denkmäler auf dem Marktplatz sind das hellgraue Granitpostament des 1896 errichteten Kriegerdenkmals (1870/71) und mehrere Gedenksteine für einige Söhne der Stadt. Die zwei Meter hohe Bronzefigur des Kriegerdenkmals wurde im Zweiten Weltkrieg eingeschmolzen. Statt einer Maidemonstration wurde 1990 in unmittelbarer Nähe des Marktplatzes vom Erzgebirgszweigverein ein Mahnmal für die Opfer des Stalinismus eingeweiht.
An der Ecke des Marktplatzes zur Karlsbader Straße stand bis zum Stadtbrand 1867 das Löbelhaus, in dem der erste Bürgermeister Johann Löbel d. Ä. wohnte. Hier übernachtete im August 1785 Johann Wolfgang von Goethe auf seiner Karlsbad-Reise. Die früher am Truckenbrodtschen Hotel „Sachsenhof“ angebrachte Goethe-Gedenktafel befand sich später im Hauptpostamt in der Neustadt.
Auf dem Röderplatz befindet sich das am 8. September 1901 eingeweihte Denkmal für den Dichter und Sänger des Erzgebirges, Schuldirektor Christian Friedrich Röder (1827–1900), mit einer überlebensgroßen Büste, ein Werk des in Johanngeorgenstadt geborenen Bildhauers Eugen Kircheisen.
Auf dem Platz des Bergmanns befindet sich ein Musikpavillon und ein 2012 eingeweihter Großschwibbogen mit dem traditionellen Motiv von Paula Jordan. In unmittelbarer Nähe wurde 2014 die bislang weltweit größte Weihnachtspyramide errichtet.
In der Neustadt steht eine kursächsische Distanzsäule von 1728, deren früherer Standort der Markt war. Die kursächsische Ganzmeilensäule Johanngeorgenstadt von 1725 blieb ebenfalls erhalten.
Im Stadtteil Wittigsthal befindet sich neben dem Grenzübergang und dem Lehr- und Schaubergwerk „Frisch Glück“ (Glöckl) das Herrenhaus des früheren Hammerwerkes Wittigsthal von 1836.
Die 1911 erbaute Skihütte ist heute ein Wohnhaus.

### Naturdenkmäler
- Naturschutzgebiet Kleiner Kranichsee (Hochmoor mit Aussichtsgerüst) im Ortsteil Henneberg
- Auersberg (1.019 m) mit Aussichtsturm und Berghotel
- Flächennaturdenkmal „Himmelswiese“ in der Nähe des Breitenbrunner Ortsteils Halbemeile
- Preißhausbuche an der Alten Poststraße nach Breitenbrunn
- Teufelssteine im Steinbachtal
- Siehe auch: Liste der Naturdenkmale in Johanngeorgenstadt

### Sport

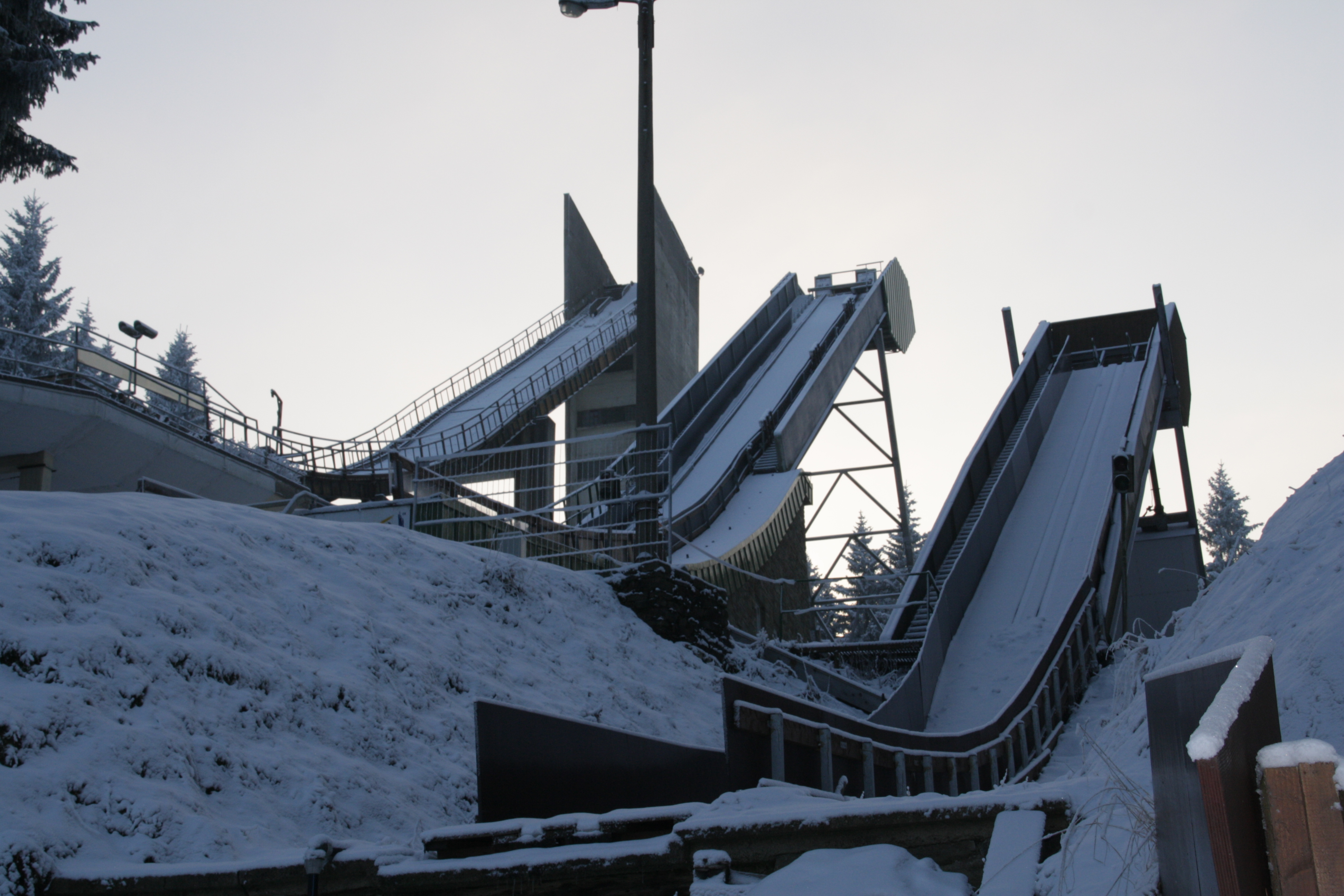
Erzgebirgsschanze mit Nachwuchsschanzen 2014

Die Stadt verfügt über ein Naturbad, das vom Schwefelbach gespeist wird, und ein Natureisstadion an den Schanzen, das in der Wintersaison geöffnet ist.
Das Loipenzentrum im Stadtteil Schwefelwerk wurde 2004 mit einem neuen Funktionsgebäude komplettiert und als Nordic-Aktiv-Zentrum des Deutschen Skiverbandes anerkannt. Hier beginnt die Kammloipe über Weitersglashütte und Mühlleithen bis nach Schöneck. Im Külliggutgelände steht ein Schlepplift zur Verfügung.
Die waldreiche Umgebung bietet Wanderern ein weites Betätigungsfeld. Zahlreiche markierte Wanderwege führen zu den umliegenden Sehenswürdigkeiten. Der grenzüberschreitende Anton-Günther-Weg wurde 1995 eingeweiht.

### Regelmäßige Veranstaltungen
- Januar: Grenzlauf

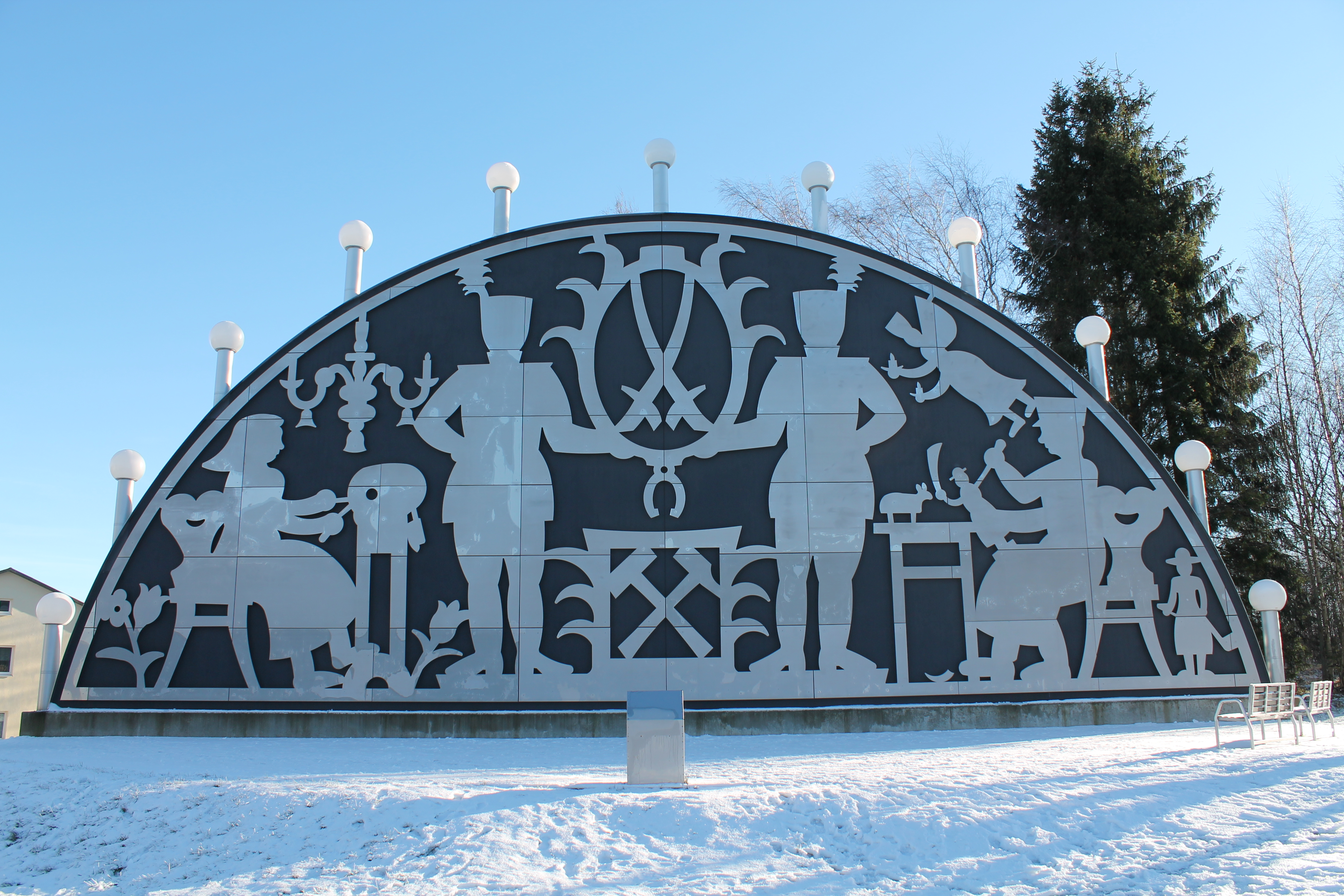
Großschwibbogen von 2012

- Faschingszeit: verschiedene Veranstaltungen für Einwohner und Gäste der Stadt
- 23. Februar: Stadtgründungstag mit Bergaufzug und Gottesdienst in der Stadtkirche
- März: Auersberglauf
- Juli: Gugler Fast (letztmals 2010), Kamm-Bike-Cross
- August: Piraten-Rocknacht (letztmals 2010) und Altstadtfest in „Sockendorf“
- 3. Adventswochenende: Schwibbogenfest (Weihnachtsmarkt)

## Wirtschaft und Infrastruktur

### Bergbau

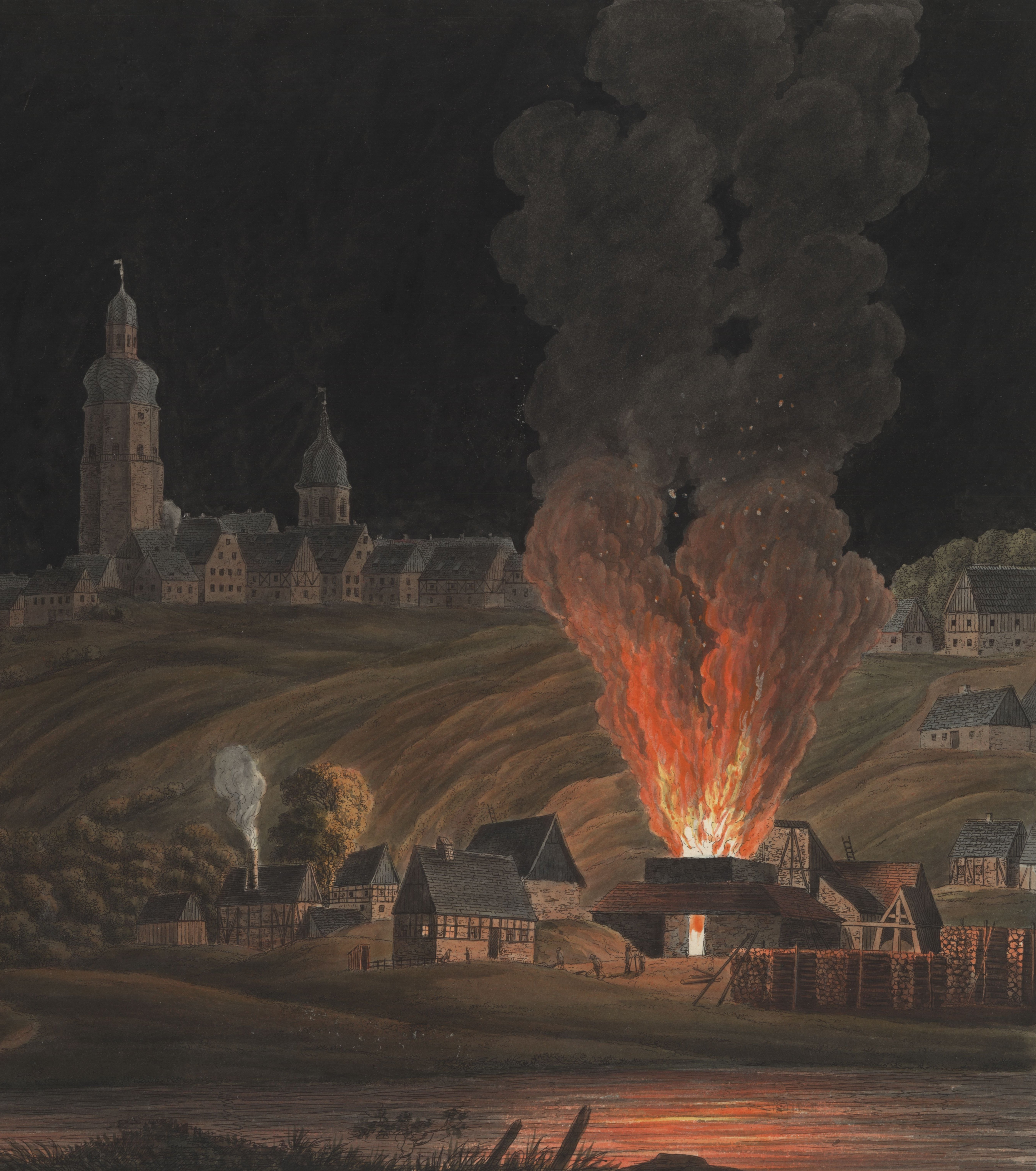
Ansicht der Stadt, beleuchtet durch die Flammen eines Hochofens (um 1830)

Seit Gründung der Stadt war der Bergbau der wichtigste Wirtschaftszweig von Johanngeorgenstadt. Er erlebte nach dem Zweiten Weltkrieg durch den Uranbergbau nochmals einen enormen Aufschwung und kam dann vollständig zum Erliegen. Das historische Bergbaugebiet Johanngeorgenstadt wurde nicht in die Kandidatur zum Weltkulturerbe Montanregion Erzgebirge aufgenommen, dennoch gibt es im Ort und dessen Umgebung zahlreiche Technische Denkmale, die an den früheren Bergbau erinnern. Dazu gehören u. a. das Lehr- und Schaubergwerk „Frisch Glück“ (Glöckl), der Pferdegöpel, der Pulverturm, die frühere Silberschmelzhütte und die Farbmühle in Unterjugel, die Huthäuser von Adolphus, Dresdner Stolln, Eisenganz, Elias, Gabe Gottes, Glück Auf, Katharina, Neue Brüderschaft, Silberkammer, St. Wolfgang Stolln, Treue Freundschaft oder die Mundlöcher des Aaron Stolln, Friedrich August Stolln, Gegenglück Stolln, Rosengarten Stolln, Weiße Taube Stolln und der Erzengler Rösche sowie Reste des Römisch-Adler-Kunstgrabens.
Traditionell wurde in Johanngeorgenstadt am Faschingsdienstag das Bergfest begangen, in der heutigen Zeit findet dies in Kombination mit dem Stadtgründungsfest am 23. Februar oder kurz danach statt.

### Verkehr

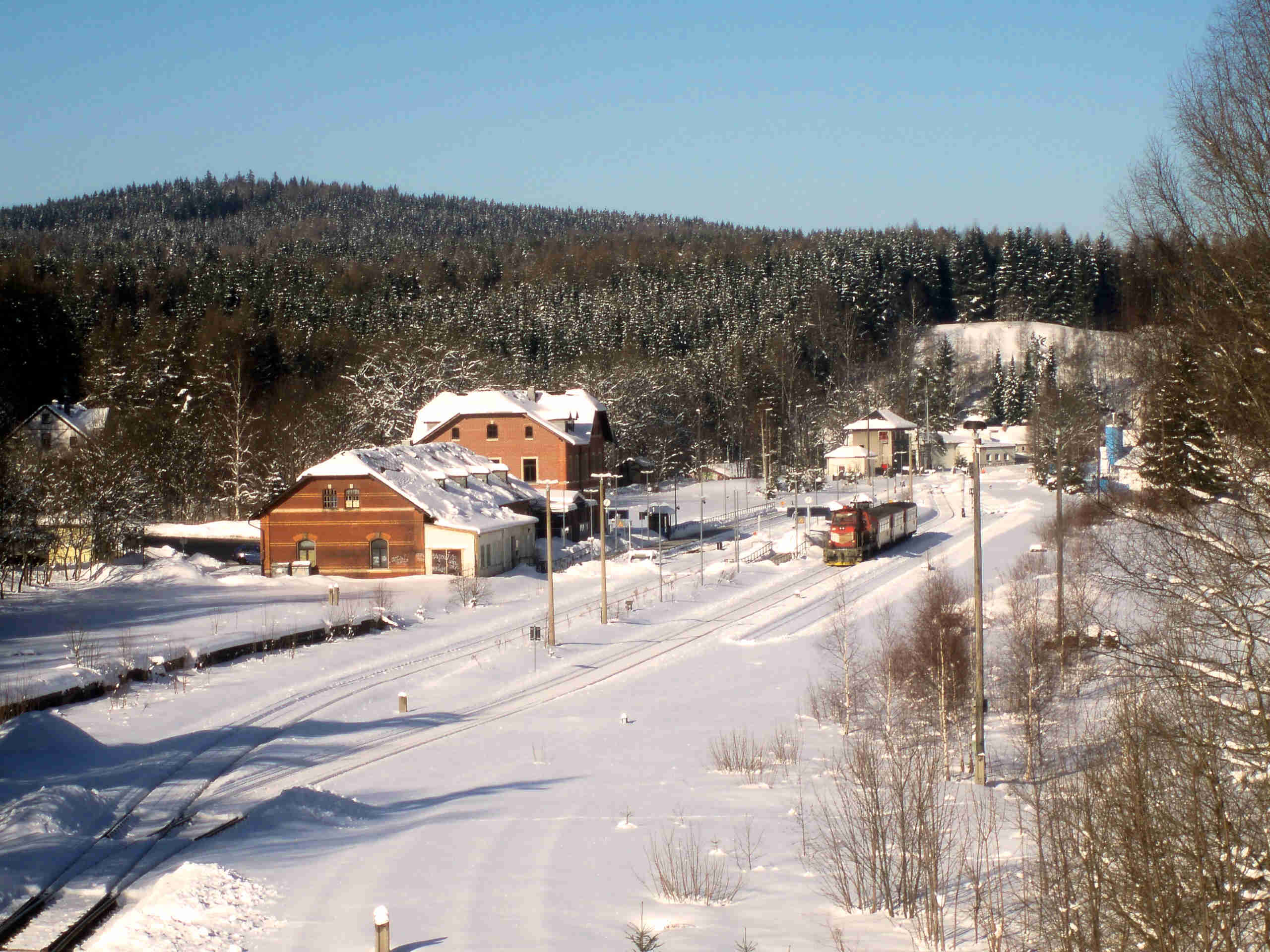
Bahnhofsgelände mit Zug nach Karlsbad

An einem Erzgebirgspass gelegen, war Johanngeorgenstadt in das Poststraßensystem des Kurfürstentums Sachsens einbezogen und erhielt 1728 eine Distanzsäule, die auf dem Markt aufgestellt wurde und seit dem Abriss der Altstadt ihren neuen Platz neben dem früheren Hauptpostamt in der Neustadt hat. Die kursächsische Ganzmeilensäule gegenüber dem Pulverturm und der Viertelmeilenstein im Ortsteil Steinbach wurden 1725 errichtet. In der Umgebung der Stadt existieren mehrere königlich-sächsische Meilensteine, die ab 1858 aufgestellt wurden, unter anderem am alten Postkurs von Auerbach/Vogtl. über Carlsfeld, Wildenthal nach Johanngeorgenstadt.
1883 wurde die Eisenbahnstrecke nach Schwarzenberg und der Bahnhof Johanngeorgenstadt in Betrieb genommen, 1899 die Verbindung über Neudek (Nejdek) nach Karlsbad (Karlovy Vary) (Bahnstrecke Karlovy Vary–Johanngeorgenstadt). Es bestehen Busverbindungen nach Schwarzenberg und über Eibenstock nach Rodewisch. Durch die Wiedereröffnung des Eisenbahn- und eines Fußgängergrenzübergangs am 30. Juni 1991, der auch mit Kleinkrafträdern benutzt werden durfte und am 16. Januar 2008 auch für Kraftfahrzeuge bis 3,5 t geöffnet wurde, ist die tschechische Nachbargemeinde Potůčky (Breitenbach) zu erreichen.
Johanngeorgenstadt liegt auf dem Radfernweg Euregio Egrensis.

### Öffentliche Einrichtungen

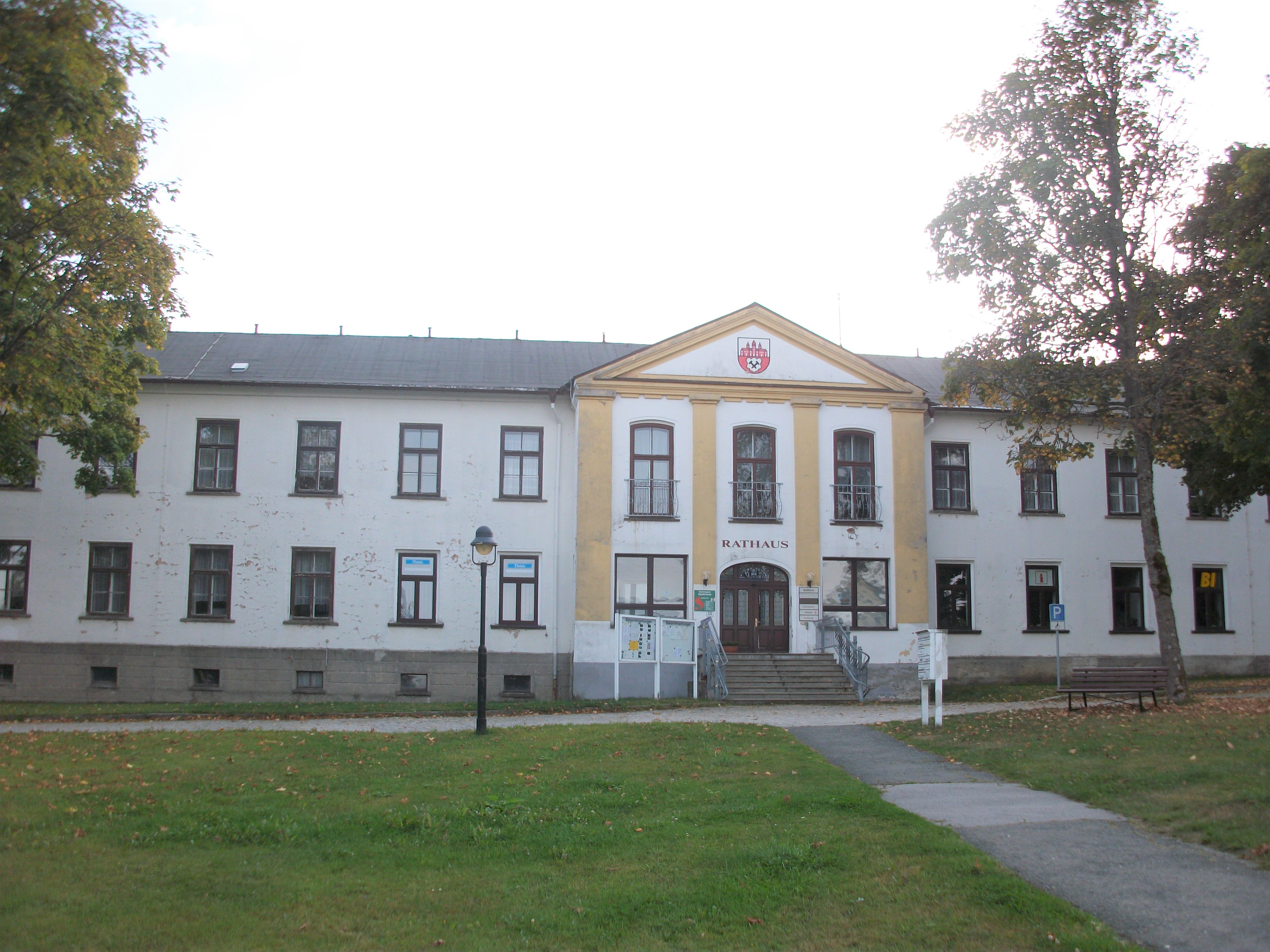
Neues Rathaus in der Mittelstadt

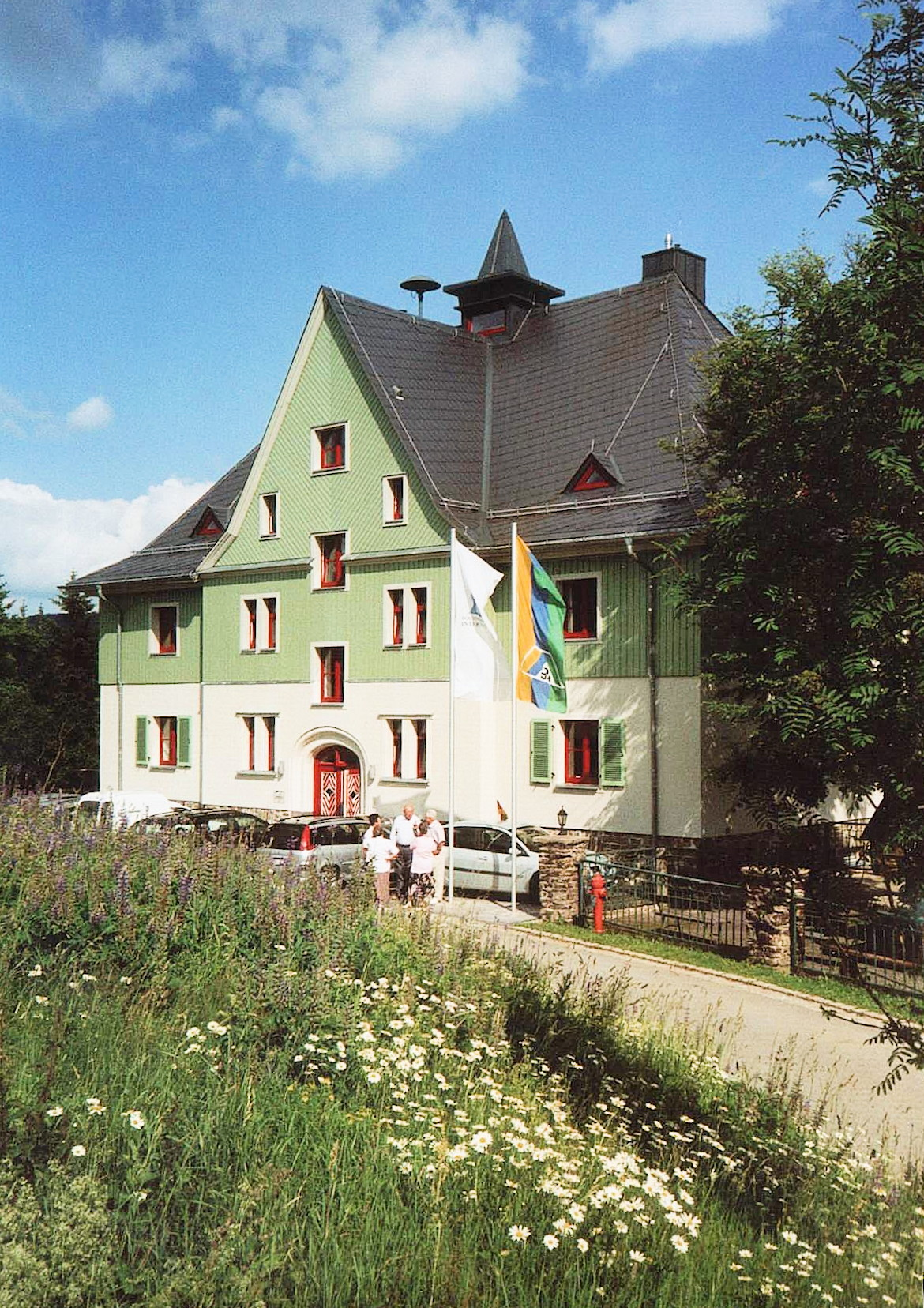
Jugendherberge in der Hospitalstraße

Das Rathaus befindet sich in einem ehemaligen Kasernengebäude an der Eibenstocker Straße in der Mittelstadt. Das alte Rathaus am Marktplatz wurde 1867 beim Stadtbrand vernichtet, sein Nachfolgerbau wurde 1955 abgerissen. In unmittelbarer Nähe der Stadtverwaltung befindet sich das 2004 eingerichtete Haus der Jugend. Das 1956 in der Neustadt errichtete Kulturhaus „Karl Marx“ wurde 2010 abgerissen.
Seit 1927 besteht in der Hospitalstraße 5 eine Jugendherberge, die über 60 Gästebetten verfügt. 1986 wurde sie mit dem Titel „Schönste Jugendherberge der DDR“ ausgezeichnet. Die Jugendherberge trug bis 1990 den Namen Ernst Schneller.
Die 1930/31 an der Eibenstocker Straße errichtete Turnhalle wurde nach Renovierung und Erweiterung Ende Oktober 2004 als Sport- und Begegnungsstätte „Franz Mehring“ wiedereröffnet.

### Bildung
- Grundschule, Schulstr. 15
- Kurfürst-Johann-Georg-Schule für Geistig Behinderte, Käthe-Kollwitz-Straße 16

### Ansässige Unternehmen
- Klavierfabrik Alfred H. Grunert (gegr. 1897), Übernahme 1920 durch die Ludwig Hupfeld AG, Hupfeld fusionierte 1926 mit der Leipziger Pianoforte-Fabrik Gebr. Zimmermann zur Hupfeld-Gebr. Zimmermann AG. Die später stillgelegte Klavierbaufabrik wurde im September 1939 vom Erla Maschinenwerk gekauft und als Werk IV zum Zulieferbetrieb für die Flugzeugproduktion in Leipzig ausgebaut. Nach Kriegsende wurden alle Erla-Werke demontiert und die Firma im Handelsregister Leipzig gelöscht. Die Gebäude wurden um 2000 nahezu vollständig abgetragen.
- Seit 1992 Autotechnik Johanngeorgenstadt Fox Sportauspuffanlagen, gegründet von Siegfried Ott († 2021).
- Seit 2005 TESTA MOTARI, ein Unternehmen, welches sich mit Automobilen, Zubehörteilen und Luxusgütern für namhafte Unternehmen weltweit beschäftigt.